# Andrej Rublëv (film)
Andrej Rublëv (in russo Андрей Рублёв?, Andrej Rublëv (pronuncia "Rubliòf")) è un film del 1966 scritto e diretto da Andrej Tarkovskij, presentato fuori concorso al Festival di Cannes 1969.
Il film rilegge la storia della Russia del XV secolo attraverso le gesta del pittore di icone Andrej Rublëv. Il film è una parabola sul senso dell'arte che vince sulla politica sanguinaria degli uomini. Le controversie tra le richieste della censura e la volontà del regista ne ritardarono l'uscita su ampia scala al 1971. È considerato uno dei migliori film del regista e uno dei migliori della storia del cinema.

## Trama
Andrej Rublëv è composto di otto capitoli, un prologo e un epilogo. È ambientato nella Russia del XV secolo, periodo caratterizzato dalle lotte tra principi rivali e dalle invasioni dei Tartari.
Il prologo del film non ha a che fare con la storia di Andrej Rublëv. Mostra la preparazione di una sorta di mongolfiera con la quale poi un personaggio di nome Efim (Nikolaj Glazkov) vola estasiato dal tetto di una chiesa sulle terre circostanti, fino a che si schianta a terra.
Il buffone, 1400: Andrej (Anatolij Solonicyn), Daniil (Nikolaj Grin'ko) e Kirill (Ivan Lapikov) sono tre monaci che stanno intraprendendo un viaggio. Hanno appena lasciato il monastero dove hanno vissuto per molti anni. Sorpresi da una forte pioggia, si rifugiano in un fienile, dove la gente viene intrattenuta da uno Skomoroch, un buffone (Roland Bykov); questi si esibisce prendendosi gioco dei boiardi. Più tardi, dopo che la pioggia è cessata, arriva un gruppo di soldati che lo arresta con violenza.
Teofane il Greco, 1405: I tre monaci si trovano al monastero di Andronikov. Andrej Rublëv è diventato abbastanza famoso come pittore di icone. In un luogo non precisato, Kirill incontra l'importante pittore Teofane il Greco (Nikolaj Sergeev) e questi gli chiede di andare con lui a Mosca per decorare insieme la Cattedrale dell'Annunciazione. Kirill accetta solo a condizione che Teofane lo mandi a chiamare al monastero di Andronikov, di fronte a tutti i monaci e ad Andrej Rublev. Poco tempo dopo arriva l'invito ma è rivolto allo stesso Rublev e non a Kirill. Andrej chiede a Daniil di accompagnarlo ma questi si rifiuta. Kirill, pieno d'ira e di gelosia, abbandona il monastero e la vita religiosa con una gran scenata.
La passione secondo Andrej, 1406: Andrej è tormentato e discute con Teofane di questioni religiose. Teofane ha una visione negativa della gente, ignorante e capace solo di peccare; Andrej invece ha fiducia nelle persone ed è consapevole delle sofferenze che provano e del fatto che la fede è la loro unica speranza. Poi espone una sua interpretazione della passione di Cristo, accompagnata delle immagini della crocifissione con protagonisti gente comune del popolo russo.
La festa, 1408: Una sera Andrej scopre un folto gruppo di persone nude che celebrano una festività pagana; la festa è molto sensuale e misteriosa e Andrej ne è attratto. Viene catturato da alcuni pagani che lo legano imitando la crocifissione e minacciano di annegarlo il mattino seguente. Andrej rimane solo con una donna (Nelli Snegina) che, dopo averlo baciato, lo libera. La mattina seguente, mentre Andrej se ne sta andando in barca vede sulla spiaggia un gruppo di soldati che sta inseguendo la donna; essa sfugge attraversando il fiume a nuoto, passando di fianco ad Andrej, che la ignora.
Il giudizio universale, 1408: Andrej e Daniil lavorano alla decorazione di una chiesa a Vladimir, dove devono dipingere il giudizio universale, ma i lavori non procedono perché Andrej non vuole dipingere per terrorizzare la gente. In un'analessi Andrej ricorda quando il Granduca, per il quale lavorano, fece accecare un gruppo di artigiani che non lo avevano soddisfatto. Alla fine del flashback Duročka, una vagabonda muta e matta (una “stolta in Cristo”), entra nella chiesa.

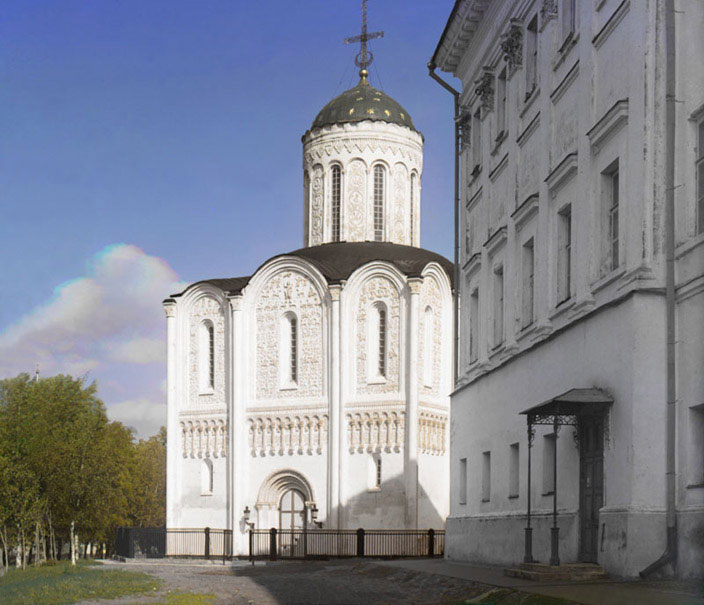
La Cattedrale di Demetrio a Vladimir è il luogo dove è stata girata la scorreria dei Tartari

La scorreria, 1408: Mentre il Granduca è via, suo fratello attacca Vladimir insieme a un gruppo di Tartari. L'invasione è estremamente violenta e spietata. Per salvare Duročka dalla violenza di un soldato, Andrej uccide il suo aggressore. Alla fine della scorreria ad Andrej, sconvolto dagli eventi, appare Teofane il Greco, già morto, dialoga con lui e gli confida che non vuole più dipingere e di voler fare voto di silenzio.
Il silenzio, 1412: Andrej è di nuovo al monastero di Andronikov. Da anni non parla e tiene con sé Duročka. Un giorno i tartari si fermano al monastero e uno di loro chiede a Duročka di diventare la sua ottava moglie; Andrej tenta di trattenerla ma ella preferisce andarsene con i tartari. Kirill torna al monastero e chiede di essere riaccettato. Il padre superiore acconsente a patto che egli ricopi le sacre scritture per quindici volte.
La campana, 1423: Un Duca vuol far realizzare una grande campana, ma tutti i fonditori di campane sono morti per via della peste. Boriska (Nikolaj Burljaev), il figlio di uno di questi, convince gli uomini del duca di essere a conoscenza del segreto della fusione delle campane, confidatogli dal padre prima della morte. Il compito viene affidato al ragazzo, che dirige i lavori con severità e determinazione. Alla preparazione della campana assiste anche Andrej Rublëv. Il buffone che anni fa era stato arrestato riconosce Andrej e minaccia di ucciderlo perché pensa che sia stato lui a denunciarlo in quell'occasione. Kirill riesce a calmare il buffone, e poi confida ad Andrej di essere stato lui anni prima a denunciare il buffone e lo rimprovera di non usare il talento che Dio gli ha dato, nonostante molti gli chiedano di dipingere. Il giorno dell'inaugurazione della campana Boriska è estremamente teso e inquieto. È presente tutta la popolazione e molti nobili e la campana suona perfettamente. Quando tutti se ne sono andati Boriska piange disperato. Andrej gli si avvicina e, rompendo il voto di silenzio, gli chiede perché piange; il ragazzo allora gli rivela che suo padre non gli ha mai voluto rivelare il segreto per la costruzione delle campane. Egli è riuscito nell'impresa solo grazie alla sua determinazione e alle sue capacità. Andrej allora gli propone di partire insieme: “Tu fonderai campane, io dipingerò icone”
Epilogo: gli ultimi minuti del film sono a colori e mostrano le icone dipinte dal vero Andrej Rublëv. Il film si conclude con un'ultima immagine, sempre a colori, ma leggermente sfocata: quattro cavalli sotto la pioggia in riva a un fiume.

## Produzione
Nel 1961, mentre stava lavorando al film L'infanzia di Ivan, Tarkovskij propose alla Mosfilm un film sulla vita del più grande pittore di icone russo, Andrej Rublëv. Il contratto venne firmato nel 1962 e la prima stesura del copione fu approvata nel dicembre 1963. Tarkovskij e il suo co-sceneggiatore Andrej Končalovskij lavorarono al copione per oltre due anni, studiando scritture medievali, libri sul medioevo e l'arte di quel periodo. Nell'aprile 1964 la sceneggiatura poté dirsi completata, e dopo l'approvazione della stessa, Tarkovskij iniziò la lavorazione del film. Nello stesso periodo la sceneggiatura venne pubblicata sull'influente rivista Iskusstvo Kino, e discussa ampiamente da storici, critici cinematografici, e semplici lettori. La discussione circa Andrej Rublëv verteva principalmente sugli aspetti sociopolitici e storici della pellicola, non addentrandosi negli aspetti artistici propriamente cinematografici.
Secondo quanto riportato da Tarkovskij, l'idea originale di un film sulla vita di Andrej Rublëv venne dall'attore Vasilij Livanov. Livanov propose a Tarkovskij e Končalovskij di scrivere la storia insieme mentre i tre si trovavano a passeggio in una foresta fuori Mosca. Egli inoltre disse che gli sarebbe piaciuto interpretare Rublëv. Tarkovskij non voleva fare un film storico o biografico. Piuttosto, era attirato dall'idea di mostrare il rapporto tra una personalità creativa e l'epoca nella quale vive. Voleva illustrare la maturazione di un artista e lo sviluppo del suo talento. Scelse Andrej Rublëv per la sua importanza storica nella cultura russa.
Tarkovskij scritturò Anatolij Solonicyn per il ruolo del protagonista. All'epoca Solonicyn era un attore teatrale sconosciuto. Secondo il regista, ciascuno ha un'immagine differente della figura storica di Andrej Rublëv, per questo volle un attore sconosciuto per la parte, che non avrebbe ricordato al pubblico altri personaggi da lui interpretati in precedenza in altri film. Solonicyn, che aveva letto il copione del film sulla rivista Iskusstvo Kino, era rimasto entusiasta del ruolo; si recò a Mosca a sue spese per incontrare Tarkovskij e dirgli che nessun altro avrebbe potuto interpretare Rublëv meglio di lui. Tarkovskij fu d'accordo, e disse che "nel trovare Solonicyn era stato semplicemente fortunato". A suo giudizio l'attore possedeva l'aspetto fisico corretto ed il talento espressivo giusto. Solonicyn avrebbe continuato a lavorare con il regista anche in futuro, prendendo parte ai film Solaris, Lo specchio, e Stalker.
Tarkovskij scelse di girare il film in bianco e nero e solo l'epilogo, nel quale sono mostrate alcune icone di Rublëv, a colori. Nel corso di un'intervista motivò la sua scelta affermando che nella vita di tutti i giorni la gente non si accorge dei colori in maniera cosciente. Di conseguenza, la vita di Rublëv è in bianco e nero, ma la sua arte è a colori.

## Riprese
Le riprese non iniziarono prima dell'aprile 1965, un anno dopo l'approvazione del copione definitivo. Il budget iniziale era di 1.6 milioni di rubli, ma venne ridotto svariate volte fino ad arrivare ad un milione. Il risultato dei tagli al bilancio fu la soppressione di alcune scene, inclusa la scena d'apertura che doveva mostrare la battaglia di Kulikovo. Altre scene tagliate dal copione furono una scena di caccia, dove il fratello minore del Granduca uccide dei cigni, e la scena dei paesani che aiutano Duročka a partorire il figlio avuto dai tartari. Alla fine il film costò 1.3 milioni di rubli, a causa di una forte nevicata, che posticipò le riprese dal novembre 1965 all'aprile 1966. Le riprese del film si svolsero in loco, sul fiume Nerl' e nelle cittadine di Vladimir, Suzdal', Pskov, Izborsk e Pečory.

## Controversie
Nel film sono presenti molteplici scene di violenza e crudeltà verso animali ed umani, e questo fatto causò polemiche e tentativi di censura anche prima del termine della lavorazione. La maggior parte delle scene più violente ha luogo durante la scena dell'attacco dei tartari alla città di Vladimir, dove per esempio vengono mostrate le torture nei confronti di un monaco, al quale viene versata della pece bollente in gola. Le scene di violenza che coinvolgono animali furono quasi tutte simulate. Per esempio, durante l'attacco dei tartari a Vladimir si vede una mucca che viene incendiata, ma in realtà l'animale aveva addosso una coperta protettiva di amianto e non riportò danni.
Tuttavia, in un caso una scena mostra effettivamente la morte di un cavallo. Il cavallo precipita da una scala e finisce infilzato da una picca. Per girare la scena, Tarkovskij ferì l'animale sparandogli nel collo e poi lo fece spingere giù dalle scale, causandone la rovinosa caduta. Da lì, la telecamera si sposta su un gruppo di soldati per poi tornare sul cavallo, che viene mostrato infilzato e morente. L'animale venne abbattuto con un colpo di fucile alla testa subito dopo il termine della scena. Ciò venne fatto per evitare di ricorrere a soluzioni più dispendiose come l'impiego di uno stuntman a cavallo. Il cavallo era stato prelevato da un mattatoio e portato sul set, e dopo essere stato ucciso ritornò ad esso per la macellazione a fini commerciali.
In una intervista del 1967 per Literaturnoe obozrenie, l'intervistatore Aleksandr Lipkov suggerì che Tarkovskij era ricorso alla violenza nel film appositamente per scioccare gli spettatori, e per provocare repulsione in essi nei confronti della stessa". Il regista però replicò: "No, non sono d'accordo. Questo non modifica la percezione del pubblico. Anzi cercammo di fare tutto con molto tatto. Posso citare film che mostrano molta più crudeltà e violenza, in confronto il nostro sembra quasi modesto". A causa delle scene mostrate, quando il film venne distribuito nel Regno Unito, la scena in cui il cavallo cade dalla scala venne tagliata.

## Distribuzione
Il primo montaggio del film venne ultimato nel luglio 1966 ed aveva una durata di 205 minuti. Il Goskino, commissione di stato sovietica per il cinema, chiese dei tagli, citando a motivazione l'eccessiva durata, la negatività, la violenza, e la nudità presenti nel film. Dopo che Tarkovskij completò questa prima versione della pellicola, ci vollero altri cinque anni prima che il film venisse distribuito regolarmente in Unione Sovietica.
La richiesta di tagli da parte del ministero risultò in una seconda versione da 190 minuti. Nonostante le proteste di Tarkovskij espresse in una lettera ad Aleksej Romanov, presidente del Goskino, la censura pretese ulteriori tagli, e il regista ridusse la durata a 186 minuti. Il film debuttò in una singola proiezione al cinema Dom Kino di Mosca nel 1966. La reazione del pubblico in sala fu entusiastica, nonostante alcune riserve circa la troppo esplicita rappresentazione della violenza. Nel febbraio 1967, Tarkovskij e Aleksej Romanov appresero che il film non aveva ancora ricevuto l'approvazione per la diffusione su larga scala e si rifiutarono di apportare ulteriori tagli alla pellicola. La scelta del regista causò un ritardo di anni nella distribuzione del film.
In Europa Andrej Rublëv venne proiettato fuori concorso al Cannes Film Festival del 1969, e il film ricevette il premio FIPRESCI.
Nonostante il rifiuto da parte di Tarkovskij di accorciare ulteriormente Andrej Rublëv, il 24 dicembre 1971 il film venne alla fine distribuito in tutta l'Unione Sovietica nella versione da 186 minuti.
Nel 1973, il film venne trasmesso dalla televisione di stato sovietica in una versione ridotta a 101 minuti non autorizzata dal regista. Alcune delle scene eliminate da questa versione tv sono la scorreria dei tartari e le scene con la festa dei pagani nudi. Inoltre, l'epilogo dove vengono mostrate le icone è in bianco e nero e non a colori, in quanto all'epoca in Unione Sovietica le trasmissioni erano ancora solo in bianco e nero. Quando nel 1973 il film venne finalmente distribuito negli Stati Uniti e nel resto del mondo, la casa distributrice Columbia Pictures alterò nuovamente la pellicola con ulteriori tagli per un totale di 20 minuti, rendendo il film incoerente e senza senso agli occhi di molti critici occidentali.
Nella metà degli anni novanta, la Criterion Collection pubblicò la versione originale da 205 minuti di Andrej Rublëv su Laserdisc, e nel 1999 in formato DVD.

## Riconoscimenti
- Festival di Cannes
  - 1969 - Premio FIPRESCI

## Curiosità
- Il fermo immagine del prologo del film è stato realizzato con la truka[13].
- Il cantautore polacco Jacek Kaczmarski si ispirò al film per comporre il brano Rublow.
- Per quanto indirettamente, il film viene citato all'interno del racconto Giorni del 1978 di Roberto Bolaño, contenuto nel libro Puttane assassine[14].